# Sutabogárszerűek
A sutabogárszerűek (Histeroidea) a rovarok (Insecta) osztályába, ezen belül a bogarak (Coleoptera) rendjébe és a mindenevő bogarak (Polyphaga) alrendjébe tartozó öregcsalád.

## Jellemzők
Szárnyfedőik megrövidültek, 1 vagy 2 potrohszelvényt szabadon hagynak. A potroh nyolcadik szelvénye teljesen besüllyedt a hetedik szelvénybe. Csápjuk 8 (ritkán 7) ízű, utolsó ízei bunkót alkotnak. Testük hasi felszíne sima.
Mind a lárvák, mind az imágók ragadozók.

## Rendszerezés
Az öregcsaládba tartozó családok:
- Sutabogárfélék (Histeridae) (Gyllenhal, 1808)
- Álsutabogárfélék (Sphaeritidae) (Shuckard, 1839)
- Synteliidae (Lewis, 1882)

## Képek

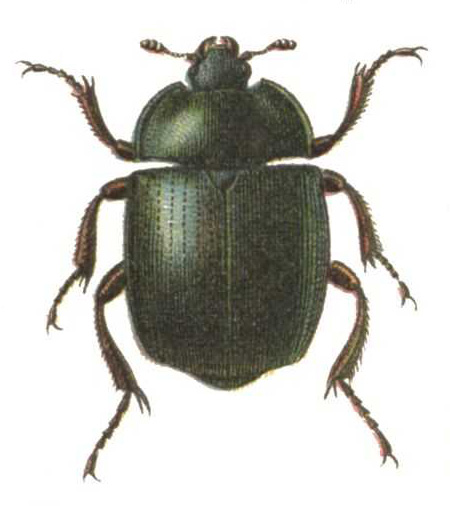
Sphaerites glabratus (Álsutabogárfélék)
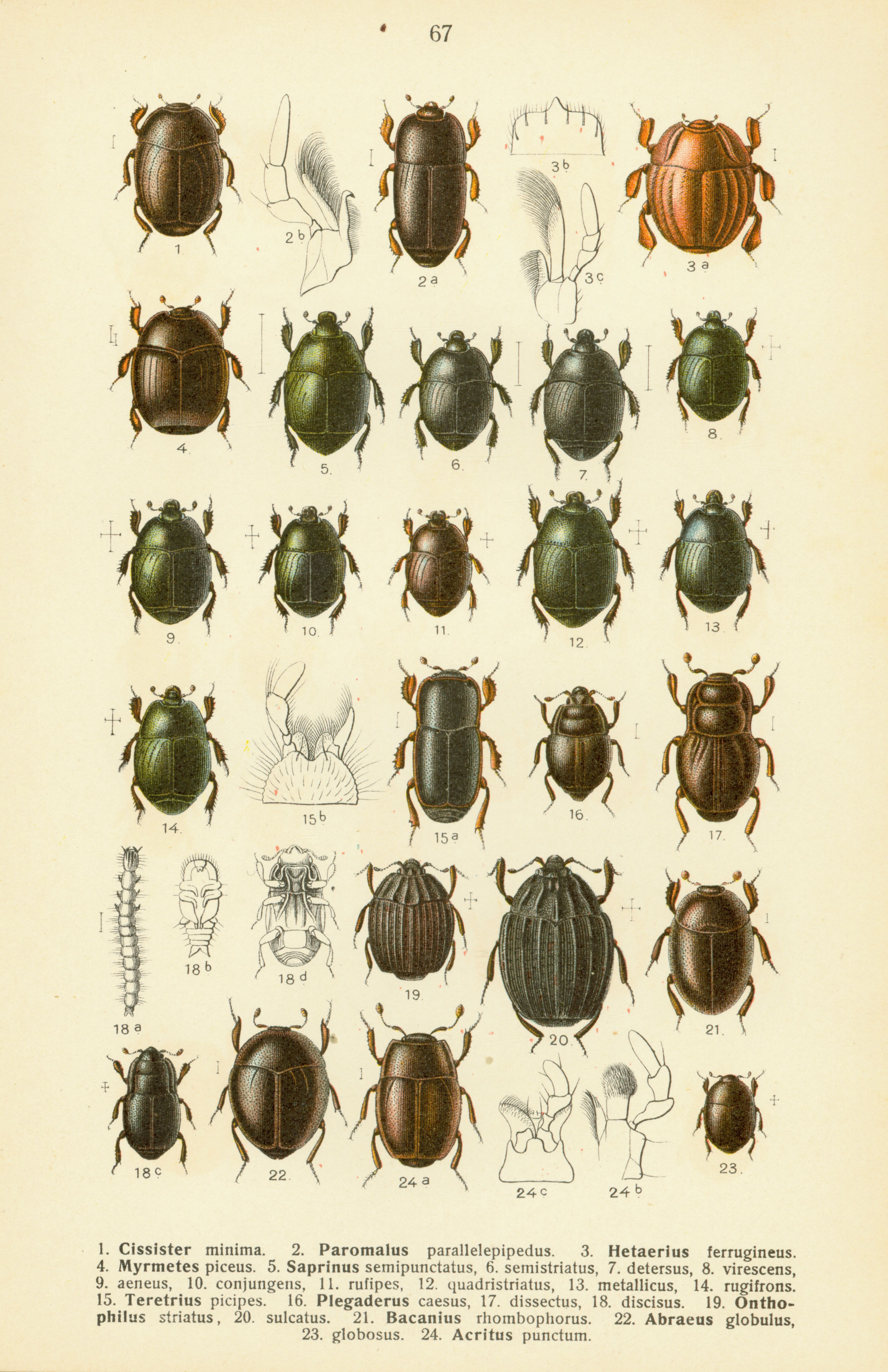
Különféle sutabogarak (Sutabogárfélék)
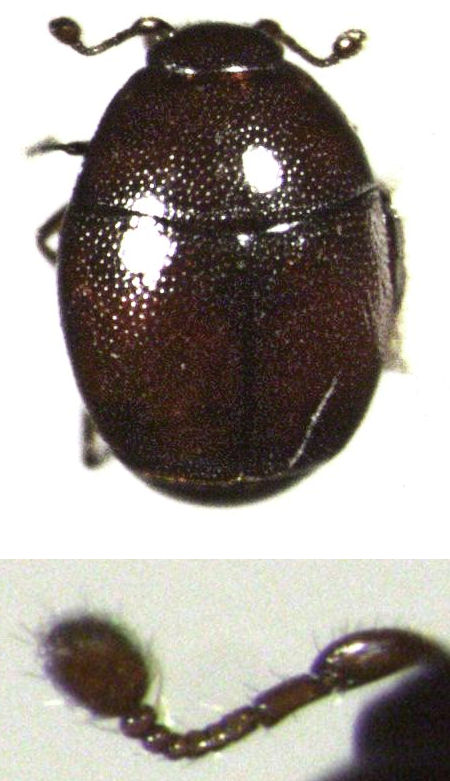
Acritus nigricornis (Sutabogárfélék)
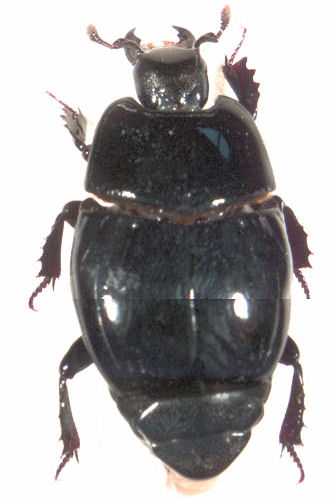
Aulacosternus zelandicus (Sutabogárfélék)
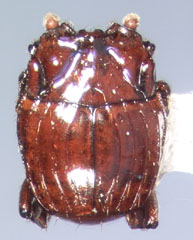
Ulkeus sp. (Sutabogárfélék)

## Fordítás
- Ez a szócikk részben vagy egészben  a   Histeroidea című angol Wikipédia-szócikk fordításán alapul.  Az eredeti cikk szerkesztőit annak laptörténete sorolja fel. Ez a jelzés csupán a megfogalmazás eredetét és a szerzői jogokat jelzi, nem szolgál a cikkben szereplő információk forrásmegjelöléseként.